# 汁だく接待 〜汁だらけの街〜
『汁だく接待 〜汁だらけの街〜』（しるだくせったい しるだらけのまち）は2007年2月9日にWaffleから発売されたアダルトゲームである。

## 解説
本作は接待シリーズの最終作であり、タイトルに「汁」が入っている通り、本作のHシーンは体液表現の強調を特徴とする。
これまでにプラグインソフトとして、『汁だく接待 おかわり一杯目〜過去の蜜はどんな味？編〜』『汁だく接待 おかわり二杯目 〜命短し、犯せよ乙女！編〜』『指先案内人 汁だく接待おかわり三杯目 ～淫惑、性感開発エステ編～』がそれぞれ発売されており、これらのプラグインソフトは『汁だく接待』の別ルートにあたるため、プラグインソフト同士の物語のつながりはない。
また、これらのプラグインソフトは単体でも遊ぶことができるが、『汁だく接待』本体やほかのプラグインソフトを追加インストールすることにより、それらの作品のヒロインが登場したり、新たなイベントが発生する仕掛けとなっている。
このほかにも、本編とすべてのプラグインソフトを追加した状態に限りキャラクター単位で追加できるトッピングデータの配信が行われた。
うし次郎はぎゃるっ娘通信とのインタビューの中で、本作の開発に当たってはどのようなフェティシズムを取り入れるべきか悩んだと話しており、当初は街中で見かけた女性を食い物にするレイプ主体の作品にしようかと思ったが、ターゲットとの接点がないとプレイヤーが感情移入できないという理由から、「信用させ陵辱する」という要素を取り込むことにしたと振り返っている。
このこともあり、うし太郎は本作のタイトルについて「汁だくの汁は、レイプしまくって、女の子を汁だらけにするという意味で、汁に拘った作品だからの汁ではなかったんです（苦笑）」と話している。

### おかわり一杯目
『汁だく接待 汁だらけの街 おかわり一杯目〜過去の蜜はどんな味？編〜』は、『汁だく接待』のプラグインソフト第1弾として制作され、2007年10月12日に発売された。

### おかわり二杯目
『汁だく接待 汁だらけの街 おかわり二杯目 〜命短し、犯せよ乙女！編〜 は、『汁だく接待 』のプラグインソフト第2弾として制作され、2008年2月1日に発売された。
接待シリーズ過去作『優遇接待 〜孤島の楽園へようこそ〜』同様スクール水着を題材の一つとしているが、BDSM要素も含まれている。

### 指先案内人 汁だく接待おかわり三杯目
『指先案内人 汁だく接待おかわり三杯目 ～淫惑、性感開発エステ編～』は『汁だく接待 』のプラグインソフト第3弾として制作され、2008年12月19日発売された。
「むかつく女をいじめる」をコンセプトにしており、ゲーム内には結婚相手に対して多くを望むヒロインが登場するなど、男性ユーザーが共感を得にくいようなキャラクターづくりが行われた。
また、上記のトッピングデータとは別に『指先案内人』のWaffle Store特典として追加キャラデータ「わがままプリンセス エトワール」が配布された。

## システム
本作のシステムはアダルトビデオの制作をモチーフとしている。
まずはヒロインを信用させた後、隙をついて強姦し、何度か呼び出して凌辱シーンを撮影する。撮影したシーンはソロ作品として編集できるほか、他のヒロインも巻き込んだ上で3Pとして撮影したのちにペア作品として編集することも可能である。
これらのAVは音露の性欲回復に用いられるほか、鑑賞モードで鑑賞することも可能である。

## あらすじ

### あらすじ（汁だく接待 〜汁だらけの街〜）
逃走先で女を凌辱していた音露は、その現場でアダルトビデオの監督・抜目 乃造に見初められる。
抜目の事務所のある楠木町は、音露が大学時代を過ごした場所でもあり、音露の大学時代の悪友・悪井 智也とともに、音露と乃造は本番レイプAVの撮影を行う。
その一方、警部・亀頭 野比造は音露の逮捕に執念を燃やしていた。

### あらすじ（おかわり一杯目）
音露は元恋人である沢井 郁美が、百瀬グループの御曹司・百瀬 拓郎と親しくしているところを目にし、彼女たちの幸せを壊そうと考える。

### あらすじ（おかわり二杯目）
AVのユーザーの要望を受けた音露が用務員として聖華・葵女学院学園に忍び込み、依頼を遂行する。

### あらすじ（指先案内人 汁だく接待おかわり三杯目）
淫惑、性感開発エステ編
ある日、音露は芹園 絵里華を犯した際、彼女が女性専用のエステサロンの経営者であることを知る。その後、音露はエスティシャンに変装してそのエステサロンに乗り込み、客たちを犯した上、撮影のために呼び込んだホームレスたちへ彼女たちを供した。
銭湯編
音露と乃造がいつものようにAV撮影の企画を立てていた矢先、元恋人である由利奈がAVに出演していることを知った悪井が、彼女の経営する銭湯を助けるために姿を消す。その後、音露は銭湯にて由利奈の娘である比奈が客に身体を触らせて金をとる姿を見かけ、彼女に接触する。

## 登場人物

### 主人公
毒島 音露
声：本多啓吾（OVA版『指先案内人』）
本作の主人公。刑務所から脱走した連続レイプ魔。
Waffleのうし太郎はインタビューの中で、作品を通じて自分の意見を伝えるという目的からAV男優の仕事を引き受けたと説明している。

### 『汁だく接待』から登場
雨宮 凪（あまみや なぎ）
声：南見ちはる
爽やかな雰囲気を持つ看護師。
如月 朋（きさらぎ とも）
声：青川ナガレ
ある学園で教師を務める女性。名家の出であり、大学卒業まで女子校に通っていたため、異性との経験は乏しい。生徒との年齢が近いことからちゃん付けで呼ばれることもあるが、見下されているのではないかと不安に思っている。
鴨鹿 つぐみ（かもしか つぐみ）
声：杉原茉莉
ある学園の女子生徒。スポーツが得意である上、クールで親切な性格をしていることから、生徒たちのあこがれの対象となっている。
滋賀野 奈津美（しがの なつみ）
声：青葉りんご
父親の再婚に衝撃を受けて家出をした少女で、海外に出張している兄がいる。
初対面の人物を敵か味方かで判断するが、誰に対してもすぐに甘えてしまう。
瀬田 魅子（せた みこ）
声：山内花梨
キャンペーンガールを務める女性。自己主張の強さと、物おじしない大胆さを持っている。
沼海 響子（ぬまかい きょうこ）
声：中家菜穂
音大に通う令嬢。
明るくひたむきな性格をしているが、そそっかしいところもある。
氷室 鈴奈（ひむろ すずな）
声：深井晴花
子煩悩な母親。かつてはあるベンチャー企業で秘書を務めており、その企業の社長は現在の夫である。
静香（しずか）
声：かわしまりの
二人の子を持つ専業主婦。
由愛子（ゆめこ）
声：草柳順子
ある学園の女子生徒。成績優秀かつ品行方正ゆえに学園内で評価されていた一方、一部の同級生のいじめに遭い、登校拒否に陥っていた。その後、音露と出会い、登校拒否から抜け出す。
『おかわり一杯目』にも登場する。
麻子（あさこ）
由愛子の妹。ちやほやされる姉に嫌悪感を抱き、わざと素行を悪くして自分の存在を示そうとしていた。姉が登校拒否に陥った際は軽蔑していたが、近頃では自身が引きこもりがちになっている。
綾野 花菜（あやの かな）
『汁だく接待』とプラグインソフトのユーザー向けトッピングデータとして登場したキャラクター。
大手物流会社に勤務する会社員で、杉本光一との結婚を控えている。
草壁百合子
『汁だく接待』とプラグインソフトのユーザー向けトッピングデータとして登場したキャラクター。
妖艶な後家。草壁家には後家として嫁いでおり、継子の康志に対して世話を焼く傍ら、継子との性行為を妄想してしまうことがある。
抜目 乃造
声：オルタナティブ山田 / 小林康介（OVA版『指先案内人』）
本番レイプものを手掛けるインディーズAVの監督で、逃走中の音露と意気投合してAV撮影を行う。AV業界人に見えない容姿に悩みを抱いている。
悪井 智哉
声：葛木怒裸魂
AVのカメラマンであり、音露の大学時代の悪友。『指先案内人』の銭湯編では元恋人の由利奈がAVに出演していることを知り、由利奈の元へ駆けつける。
亀頭 野比造
声：滝沢アツヤ
音露の逮捕に執念を燃やす刑事。
うし太郎はWaffle社内では亀頭が一番人気であるとインタビューの中で話しており、「男なら、多少のことなど気にせず、堂々と生きろ！！という生き方を教えてくれるキャラでもありますから（笑）」とも語っている。
黒岩 恵一郎
白鳥玲司
声：原田友貴
青井 駿介
警察官。
慶ちゃん
鈴奈の子。
岸那 ひな
声：南見ちはる
『逃亡者 毒島音露 レイプ街道爆走一番星』にも登場している。

### 『おかわり一杯目』から登場
沢井 郁美（さわい いくみ）　
声：楠鈴音
音露の元恋人である女医。『籠の中の淫謀編』で存在が言及されたのち、『おかわり一杯目』にて初登場を果たした。心優しく寛容な人物であり、音露と恋人同士だったころは彼のことを受け入れていたが、あることで音露と別れてしまい、音露がレイプ魔となる原因になった。なお、彼女は音露が初めて犯した相手でもある。
大学卒業後は、大学の附属病院で研修医として勤務したのちに、正式な医者となった。
患者を想うあまり無理をすることがある。また、プライベートでは一人息子である夜叉に愛情を注いでいる。
百瀬 美鳥（ももせ みどり）
声：カンザキカオリ
大財閥・百瀬グループの会長の娘。ある年齢を迎えると精神の成長が止まり、肉体だけの成長が続くという奇病を患っており、小学校高学年程度のような思考や言動をしている。奇病の治療は郁美が受け持っており、夜叉の世話をすることが多い。
七海 志保子（ななうみ しほこ）　
声：サトウユキ
出産のために大学病院に入院している妊婦。自分ぐらいの年齢で夜叉を産んだ郁美を尊敬している。
鳥居 梓菜（とりい しな）
声：和葉
郁美の大学時代のライバルである会社員。一時は郁美に負けてばかりでネガティブな感情を抱いていたが、時を経るにつれて郁美に対する尊敬を持つようになった。
木之下 理絵美（きのした りえみ）
声：東かりん
由愛子の親友で、夏休みの喫茶店でウェイトレスのアルバイトをしている。いじめられていたところを助けられて以来親しくなった。引っ込み思案かつ優柔不断なうえ、現状に対する依存が強い。
沢井 夜叉（さわい やしゃ）
郁美の息子。
百瀬 拓郎（ももせ たくろう）
美鳥の兄であり、郁美が音露と別れた後に交際を始めた相手でもある。

### 『おかわり二杯目』から登場
秋月 菜留美（あきづき なるみ）
声：ゆぅ
聖華・葵女学院の生徒会長を務める3年生で、水泳部に所属している。
前理事長（声：越雪光）とその前妻の孫であり、学院に対する愛着や誇りが強い。自身の入学時に行われた男子生徒の受け入れに対しては強く反対しており、生徒会長の座についた。
他者の世話になることに慣れている。
宮寺 彰（みやじ あきら）
声：記梨
聖華・葵女学院の副生徒会長を務める3年生で、水泳部に所属している。
実家である宮寺家は男子に恵まれず、跡取りとして男性的な精神を持つように育て上げられた過去がある。
西条 紅葉（さいじょう くれは）
声：高井戸雫
聖華・葵女学院の風紀委員長を務める3年生で、水泳部に所属している。
おっとりとしているが、かなりの快楽主義者でもある。
中庭で親衛隊の演奏を聴くことを楽しみとしている。
日下部 聖（くさかべ ひじり）
声：紫苑みやび
聖華・葵女学院の現理事長にして、前理事長の後妻。もともとは、学院に教師として勤務する修道女だったが、前理事長の入院により学園の経営権を譲渡される。宗教的な価値観の持ち主で、相手の背後に色を見ることができる。また、些細なことで感情が揺れ動きやすい上に思い込みが少し強い。
高城 舞香（たかしろ まいか）
声：ヒマリ
聖華・葵女学院の1年生。カメラマンだった亡き父と記者である姉にあこがれており、新聞部に入部した。
勝気で明るいが、そそっかしいところもある。また、入学してから日が浅い上、ジャンクフードを好むといった庶民的な価値観を持つことから、学院での生活になじめずにいる。
生徒会役員が男子生徒をいじめている証拠をつかもうと奔走する中、生徒会役員を覗いていた音露と出会う。
皆篠 涼子（みなしの りょうこ）
声：藤沢美月
聖華・葵女学院の学生寮の管理人を務める女性。
聖母のような慈愛の精神を持っており、寮生からマリア様と呼ばれている。
既婚者だが、夫が海外に単身赴任に出ているため、家では寂しさのあまり自慰にふけることが多い。また、告白された相手に対して意識するあまり独り占めしたくなることがあるほか、他者の好き嫌いを叩きなおそうという使命感を持っている。
乙女川 乾（おとめがわ いぬい）
聖華・葵女学院の3年生にして、菜留美の従者。
如月 綾（きさらぎ あや）
声：天水るみ
朋の妹。聖華・葵女学院の2年生のクラスに在籍しており、学生寮に住んでいる。
水無月 まみな&かみな
声：このは
聖華・葵女学院の1年生である双子の姉妹で、演奏家である両親が海外に住んでおり、二人が成人するまでは祖国で学業に励ませたいという両親の意向から、姉妹で学生寮に住んでいる。
性行為には積極的だが、あくまでも二人でのレズプレイが好きなだけであり、異性が彼女たちのおもちゃにされたりレズプレイを見せつけられるまではいいが、直接の挿入までは認めていない。
結城 沙耶（ゆうき さや）
声：山内かりん
聖華・葵女学院1年生。老舗和菓子屋の娘であり、箱入り娘として育てられた結果世間知らずになってしまい、社会勉強として学生寮での生活を送らされている。
凛堂 まりん（りんどう まりん）
声：越智優
聖華・葵女学院1年生。交易会社・凛堂グループの代表の娘であり、過保護な父親の元から抜け出す形で学生寮に住んでいる。
モデルだった亡き母のような自由な人生を送りたいと考えており、アイドルになるべく努力を重ねている。
麻月 るう奈（あさづき るうな）
声：記梨
聖華・葵女学院3年生。家庭環境が謎に包まれている。
気ままだが、困ったときには頼りになる人物であり、寮生たちの間では長女のような存在である。

### 『指先案内人』から登場
芹園 絵里華 （せりぞの えりか）
声：木梨樹里 / 奥沢さら (OVA)
女性専用のエステサロンの経営者。同性からかっこいいと思われる生き方をめざしていることから非常にプライドが高く、男性への嫌悪感が強い。
秋沢 春菜 （あきざわ はるな）
声：安堂りゅう / 同左
絵里華の経営するエステサロンへ自分磨きのために来た女性。
夫に尽くす典型的な専業主婦像にあこがれを抱いている。
二階堂 睦美 （にかいどう むつみ）
声：芹園みや
絵里華の経営するエステサロンの常連客である弁護士。男性優位の社会に異論を発しており、犠牲となっている女性たちを救うことに余念がない。
弥月 由利奈 （やづき ゆりな）
悪井の元恋人。大学時代にできた恋人との間に比奈をもうけるも離婚し、35歳の時に当時大学生だった悪井と付き合うも、見捨てられる不安から悪井とも別れる。
その後、亡き母が経営していた銭湯を継ぐも経営が苦しく、アダルトビデオへの出演で生計を立てている。
弥月 比奈 （やづき ひな）
声：櫻井ありす
由利奈の娘。いじめられ続けるあまりに慣れてしまい、銭湯の利用者からの痴漢行為に遭い続けた結果、セックス依存症になり、性行為の前の男性が自分に対して優しく接して求められるので愛されていると勘違いしている。
桃木 薫 （ももき かおる）
声：花南
鬼頭がおとり捜査のために用意した女刑事。
スマイリー勃起
声：永倉仁八
悪井の代わりに来たインディーズAVスタジオのカメラマン。
山爺 （やまじい）　
声：小次狼 / 井出たかし
音露が知り合ったホームレスの一人。かつてはサラリーマンだったが会社のために闇金融を利用した結果、夜逃げする羽目になり、ホームレスになった経緯を持つ。
自らの収入を増やすため、音露の誘いに乗った。
でくの坊 （でくのぼう）
声：越雪光 / 一堂鬼立
音露が知り合ったホームレスの一人。風俗遊びで多額の借金を負った結果ホームレスとなり、ホームレスになった後も風俗店の利用をやめられず現状からぬけだせずにいる。ホームレスになった後は身なりに気を使わなくなったため汚くなっており、頭にきのこが生えている。
近頃風俗店に行けなくなったことから、音露の誘いを受けてAV撮影に参加する。
風来坊 （ふうらいぼう）
声：滝沢アツヤ / 猫屋敷
音露が知り合ったホームレスの一人で、日雇いの仕事で生計を立てる傍ら、ほかのホームレス仲間の生活を支援している。身なりに気を使っているため、ほかのホームレス仲間ほど不潔ではなく、公園で廃材を組み立てたプレハブ小屋に住んでいるため、一目見ただけではホームレスとはわかりにくい姿をしている。
結婚詐欺に遭ったことが原因でホームレスになったため、女性に対する憎しみからAV撮影に参加した。
赤沼刑事
声：小次狼
桜木 らら
声：澄白キヨカ
夏帆
声：朝香みぃあ / 同左
エトワール
声：青葉りんご
『指先案内人』のWaffle Store特典として登場したキャラクター。
日本から離れた某国の王女で、活発だが思ったことをすぐに行動に移したがる傾向にある。表敬訪問のために来日したが、遊園地に行きたいがために公務の場を去ってしまい、迷い込んだ先の楠木町で近隣住民に迷惑をかけていたところを音露に見つかる。
四条 真琴
『指先案内人』のWEBアンケート回答者向けトッピングデータとして登場したキャラクター。
不良少女のリーダー格で、男子生徒を取り巻きとして従わせる一方、気に入らない男子生徒をいじめている。

## スタッフ
汁だく接待
- 企画・原案：ウシ子
- シナリオ：水碕睦月、水紀はじむ、庵乃音人、姫ノ宮レイ、アニャル・オウ
- 原画：只野あきら、水碕睦月

おかわり一杯目
- 企画・原案：ウシ子
- 監修:水碕睦月
- 原画：只野あきら、市緒
- シーン構成：姫ノ宮レイ
- テキスト：なつみかんさい

おかわり二杯目
- 企画・原案：ウシ子
- 監修：ウシ子
- 原画：さくやついたち[8]、只野あきら[8]
- シーン構成：姫ノ宮レイ
- テキスト:なつみかんさい[8]、水碕睦月

指先案内人 汁だく接待 おかわり三杯目
- プロデューサー ：ウシ太郎
- シナリオ：なつみかんさい、姫ノ宮レイ
- 原画 ：只野あきら、さくやついたち、市緒

OVA版『指先案内人 汁だく接待 おかわり三杯目』
- 監督・演出・絵コンテ・キャラクターデザイン・作画監督：荒木英樹

## メディア展開

### OVA
指先案内人 汁だく接待 おかわり三杯目
ミルキーズピクチャーズのBOOTLEレーベルより発売。
- 第一話 堕ちてゆく花嫁

2010年9月17日発売。
- 第二話

2010年11月19日発売。
- 第三話

2010年12月17日発売。
- Complete Edition

2015年9月4日発売。

### 未由と音露のわっふる☆ちゃんねる
Game-Styleの連載企画「未由と音露のわっふる☆ちゃんねる」では、音露の人気の高さから企画の司会に任命されたことが、もう一人の司会者である猫田未由の口から述べられている。